# Ejido de Agua Blanca
Ejido de Agua Blanca (Cerro Alto) es una localidad de México ubicada en el municipio de Agua Blanca de Iturbide, en el estado de Hidalgo.

## Geografía
Se encuentra en la Sierra de Tenango, le corresponden las coordenadas geográficas 20° 19’ 29.34” de latitud norte y 98° 22’ 20.83” de longitud oeste, con una altitud de 2162 m s. n. m. En cuanto a fisiografía se encuentra en la provincia del Eje Neovolcánico, en la subprovincia de  Llanuras y Sierras de Querétaro e Hidalgo; su terreno es principalmente de meseta. En lo que respecta a la hidrografía se encuentra posicionado en la región del Pánuco, dentro de la cuenca del río Moctezuma, en la subcuenca de río Metztitlán. Cuenta con un clima templado subhúmedo con lluvias en verano, de mayor humedad.

## Demografía
En 2020 registró una población de 644 personas, lo que corresponde al 6.24 % de la población municipal. De los cuales 303 son hombres y 341 son mujeres. Tiene 175 viviendas particulares habitadas.
| Gráfica de evolución demográfica de Ejido de Agua Blanca entre 1940 y 2020                   |
|                                                                                              |
| Población de los censos y conteos del Instituto Nacional de Estadística y Geografía (INEGI). |

## Economía
La localidad tiene un grado de marginación alto y un grado de rezago social bajo.